# Bertha Von Glümer Leyva

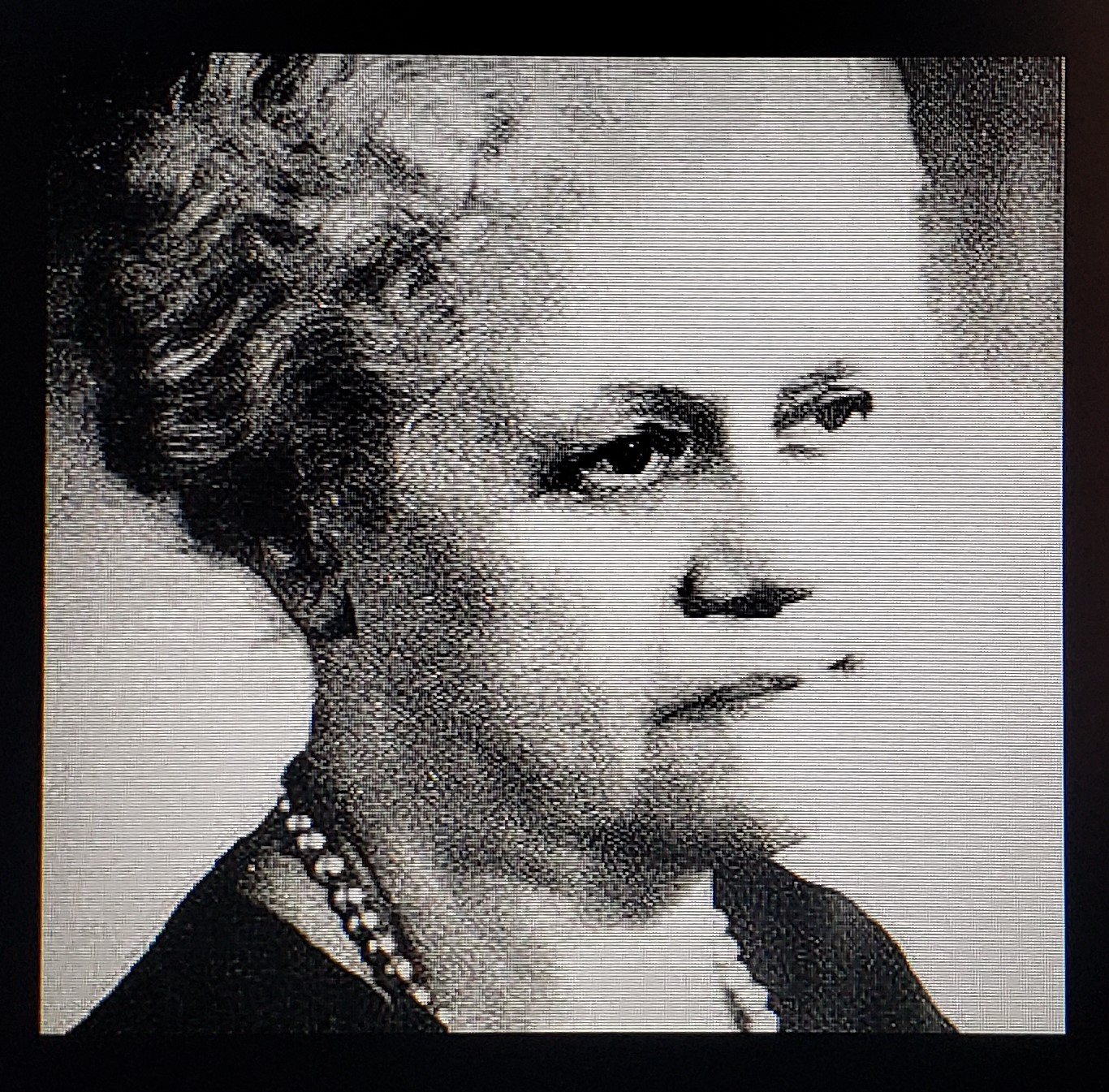

Bertha Von Glümer Leyva (Acapulco, Guerrero, 16 de julio de 1877 - Ciudad de México,15 de diciembre de 1963), fue una educadora y maestra de México. Se destacó por sus aportes al desarrollo de las maestras y profesoras en México y por aplicar en la educación los modernos modelos y métodos de Friedrich Fröbel. 

## Vida personal
Siendo hija de alemán escuchó este idioma desde pequeña y pudo leer el gran educador en la lengua original en que expresó sus pensamientos. Ella no necesitó traducir sino que entendió lo que leía tal como lo escribió el ilustre teutón, Iniciador de un tipo determinado de formación de los párvulos y cuyas doctrinas fueron aceptadas por grandes educadores. 
Fue hija del señor Bodo von Glümer, ingeniero de gran talento y coronel del ejército mexicano. Su madre fue mexicana originaria del estado de Guerrero llamada Petra Leyva, el matrimonio tuvo dos hijas Bertha y Aurora que siendo muy niñas quedaron huérfanas de madre. El padre las educó con mucho esmero dentro del hogar, les daba lecciones personalmente y les procuró maestras especiales, pero sentía que hacía falta la madre en casa y resolvió contraer segundas nupcias con una señora extranjera de carácter fuerte y poco amor hacia las niñas.  
Fueron años muy tristes llenos de penas para las pobres chicas. Vivían espantadas con los regaños y malos tratos que recibían de la madrastra, a veces solas con ella, pues el padre tenía que viajar. Vivían en la realidad alguno de los cuentos que antes habían escuchado con horror. Sin embargo nunca platicaron de sus penas a su padre. Éste había instalado a la madrastra y a las niñas en una hermosa casa en Mixcoac. Nunca se supo cómo fue enterado el señor Von Glumer de los malos tratos que recibían sus hijas y de inmediato se separó de la señora. El amoroso padre se entregó la educación de las chicas y además les procuró buenos maestros: aprendieron a coser, bordar, tejer, pintar, a tocar el piano y cocinar. Todavía pocos días antes de morir la señorita hacía gala de que entraba a la cocina a la una y a las dos está la mesa puesta y una rica comida preparada por ella misma para servirse.
Desde chiquita le gustó mucho leer. 
-Le gustaba la alegría pero no el ruido, y que los niños contemplaran cosas bellas.
-Ella misma pintó los cuadros con que decoró el edificio.
-Era tan detallista, que al mediodía, cuando los niños abandonaban el jardín, quedaba listo y arreglado para esperarlos al día siguiente y las educadoras comentaban: parece que no hubo niños.

## Estudios
Propiamente con su padre hizo los estudios que correspondían a la primaria y algunos más avanzados con los deseos de iniciarse en el trabajo docente. En 1903 comenzó a dar lecciones a un grupo de cuarto de primaria elemental en un colegio particular y en 1904 ingresó una escuela oficial a dar clases de labores manuales en lo que era experta.
Apenas graduada en 1904 es designada en una escuela primaria.
Desde 1902 se había abierto el primer jardín de niños tipo de froebeliano en el D.F. denominado con el vocablo alemán Kindergarden y siguieron otros más por lo que en 1906 tuvo la oportunidad de trabajar como ayudante de escuela de párvulos en uno de ellos.Puso tanto interés en su trabajo y demostró tanta responsabilidad que lo reconocieron las autoridades del ministerio de instrucción y nada menos que el ministerio D. Justo Sierra la comisión no para irme cada estudiar a la “Escuela normal Fröbel de Nueva York” todo lo referente a la formación de educadoras.
En 1907 el gobierno mexicano la envía a conocer, en Estados Unidos, la organización y funcionamiento de las escuelas normales para educadoras. Para interiorizarse del sistema cursa estudios y se gradúa en la "Escuela Normal Fröebel" de Nueva York. Posteriormente cursa estudios  "Teacher College" (1909) de la Universidad de Chicago, y en la Universidad de Columbia, Nueva York; realiza cursos de dibujo y deportes, además de música y metodología del kindergarden. Obtuvo las constancias de haber cursado clases nocturnas de modelado y trabajos manuales. 
De todos los estudios hechos trajo comprobantes y el 11 de junio de 1909 la escuela normal Froebel de Nueva York le otorgó su título de “educadora” que trajo consigo y con satisfacción presentó a las autoridades escolares de México motivo por el cual fue declarada “alumna de honor”, fue muy bien acogida a su regreso a México y de inmediato se le comisionó para formar el primer grupo de jóvenes y orientarlas convenientemente para atender la educación de los párvulos, pues a pesar de que el kindergarten tenía funcionando en el D.F. desde 1902 en que se abrió el primero y ya eran varios más, las jóvenes que trabajan en ellos algunas de las cuales eran maestras con vocación de interés para trabajar con niños menores de seis años otras eran personas de vocación y buena voluntad todas asesoradas por las personas precedieron a la Srita. Bertha en ir a documentarse a E.U. para establecer el kindergarten en México, ellas fueron Estefanía Castañedo y Rosaura Zapata. Pero ahora el trabajo no sólo sería de asesoramiento sino de orientación y preparación específica para ser educadora.
Por motivos que en su oportunidad tuvieron importancia, y en plena revolución en México, la señorita Von Glümer decidió regresar  a E.U.A. En 1913 cuando trabajaba de inspectora de kínder Garden en el DF permaneció en aquel país hasta 1918 estudiando y observando todo lo referente a Kindergarten  y a la formación profesional de educadoras. Al regresar a México aceptó la proposición del gobierno de Veracruz para impartir cursos en Jalapa, y preparó educadoras 7 años consecutivos.
Todas las señoritas que estudiaron bajo su custodia recibieron magnífica preparación, entendían las doctrinas educativas y la manera de aplicarlas y se les indujo a una positiva mística por la profesión.
La señoría Bertha, además de hacerse cargo de este trabajo, era inspectora de los jardines de niños del Estado de Veracruz y posteriormente fue subdirectora de la Escuela Normal.
En jalapa no eran nuevas las enseñanzas froebelianas, por qué ya en 1888 el educador Enrique Laubscher, contrató justamente con el profesor Enrique C. Rébsaimen, por el gobierno del estado de Veracruz había publicado”Los Dones de Fröebel” en la imprenta Políglota de la C. De Orizaba, ver.
Un buen día decidió radicarse en la capital de la República. Ya viviendo en el DF trabajo como pianista acompañante en la casa de cuna pero por deseo expresó la Sra. Ortiz Rubio esposa del presidente de la República, se le nombró directora del jardín de niños de dicha Casa de Cuna.
También prestó sus servicios en la Escuela Rafael Dondé y en escuelas hogar.
Por algún tiempo fue directora del jardín de niños Ramón Manterola, que estaba situado en el barrio donde imperaba la pobreza en un lugar muy pequeño e incómodo sin jardín ni lugar donde hacerlo, pocos muebles y en mal estado y muy poco material didáctico.
Las personas que no tuvieron la suerte de estudiar con ella reconocían méritos y cualidades especiales en las que habían recibido lecciones y formación de tan distinguida maestra.
La srita. Von Glümer siempre realizó labor docente.
De 1930 a 1934 impartió cátedra de Literatura Infantil al grupo de Educadoras en la Escuela Nacional de Maestras, esta misma materia y Meteorología General, en la Escuela Normal Superior dependiente de la Universidad Nacional Autónoma de México. En 1936 fundó se academia particular en la calle de Roma 41 letras A Depto. 1 y fueron muchas las educadoras y jóvenes que acudieron a sus clases.
Esta academia clausuró la docente en 1952 cuando la maestra comenzó a sentirse mal y advertía que comenzaba a perder la vista.
En el colegio Anglo Español trabajo en 1943 a 1950 y en este mismo Colegio ofreció cursos invernales para educadoras en 1942 a 1952.
Fue madrina y maestra de la Srita. Guadalupe Campos y a pesar de haber vivido juntas desde 1925 que se radicaron en la Ciudad de México, dice esta última que nunca pudo saber  exactamente la manera de sentir o de pensar de su madrina, pues era sumamente reservada .Nada contaba de sus proyectos, sino que pensaba, planeaba y realizaba: jamás extornaban lo que le ocasionará pena o preocupación, muchas veces provocadas por la incomprensión o malos tratos de personas que menospreciaban su trabajo y criticaban su manera de portarse.
La Srita. Von Glümer publicó varios libros pero se prohibió al personal de jardines oficiales que se usaran o se consultaran. El libro “Lindas Melodías” se prohibió muy especialmente por el jefe del Departamento de música de Bellas Artes, por los años treinta argumentando que tenían música alemana y americana, aunque las traducciones o adaptaciones que hiciera la Srita. Bertha fueran buenas, la prohibición se debía a que iniciaba el nacionalismo musical en México y se tenía  el propósito abarcar desde jardín de niños.
Sin embargo las educadoras contaban de vez en cuando “Lindas Melodías” les gustaba la música y cómo los textos eran a propósito de abarcar desde jardín de niños, unas jóvenes educadoras en 1952 cuando la maestra decidió no trabajar más, le pidieron que le ayudara a sostener la escuela y se vio obligada por amor a la docencia y gratitud a estas maestras  a ayudar para dar las clases a nuevas generaciones.
En 1954 empezó a funcionar una nueva escuela que continuaba la anterior, pero que llevaría el nombre de ‘‘Escuela Normal de Educadoras Bertha von Glümer’’. 

## Muerte
El 15 de diciembre de 1963 abandono su cuerpo físico, pero permanece viva en el nombre de una escuela, cuyo personal aspira a que las alumnas se eduquen como ella.

## Obras
Escribió numerosas obras didácticas y pedagógicas
- Apuntes de técnica del Kindergarten
- Apuntes de filosofía de Fröbel
- Álbum de Lindas Melodías
- Cuentos de antaño
- Rimas y juegos digitales
- Cuentos de Navidad
- Dramatizaciones de Navidad
- Para ti niñito
- El niño ante la naturaleza
- Apuntes de literatura infantil
- Tradujo la “Pedagogía del Kindergarden” de Fröbel en el Boletín de Instrucción Pública , de 1909 a 1910
- Autobiografía de Feredico Fröbelpublicada por la UNAM en 1930
- Un haz de espigas (antología de maestras mexicanas)